# 保罗·达席尔瓦
保罗·塞萨尔·达席尔瓦·巴里奥斯（西班牙語：Paulo César da Silva Barrios，1980年2月1日—），乃一名巴拉圭足球運動員，司職中堅，目前效力墨超球會托盧卡。

## 球會生涯

### 早期生涯
達施華在巴拉圭球會Atlántida Sport Club開展球員生涯。在青年時期，他曾效力意大利球會佩魯賈、威尼斯及科森扎和阿根廷球會。他在2003巴拉圭春季聯賽時由利伯泰迪加盟墨西哥球會托拉卡。

### 托拉卡
達施華很快成為托拉卡後防的主力球員，其領導的才能令他最後成為隊長。在2007年，他獲選為南美州最佳正選陣容 。並在2008年帶領托拉卡贏得墨西哥春季聯賽，更被傳媒認為是當季最佳球員。

### 新特蘭
在2009年7月13日，達施華免費加盟新特蘭，簽約三年。

### 薩拉戈薩
雖然在世界盃有出色的演出，但達施華在新特蘭卻投閒置散，於2011年1月31日獲准轉投西甲球會薩拉戈薩。

### 國家隊生涯
他曾代表巴拉圭在1997年出戰世界青年足球錦標賽。他在2000年開始入選巴拉圭國家足球隊，更入選出戰2006年世界盃足球賽。現時為國家隊隊長。

## 榮譽

### 球隊榮譽
利伯泰迪
- 2002,2003：巴拉圭超級足球聯賽：冠軍

托拉卡
- 2006：中北美洲及加勒比海聯賽冠軍盃：冠軍
- 2006：墨西哥超級盃：冠軍
- 2005,2008：墨西哥春季聯賽：冠軍

### 個人榮譽
- 南美州最佳正選陣容 (2007)
- 墨西哥聯賽最佳球員 (2008)

## 外部連結
- 個人簡介 （页面存档备份，存于）  National Football Teams